# Pius Zingerle

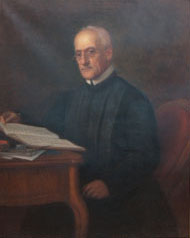
Pius Zingerle, Porträt von Anton Fink (1871)

Pius Zingerle OSB, eigentlich Peter Jacob, (* 17. März 1801 in Meran; † 10. Jänner 1881 in der Abtei Marienberg) war ein Orientalist und katholischer Theologe.

## Leben
Peter Zingerle trat 1819 in das Benediktinerstift Marienberg im Vinschgau ein und erhielt den Ordensnamen Pius. Er studierte an der Universität Innsbruck Theologie. Nach erfolgreichem Abschluss bekam er 1824 im Platt (Moos in Passeier) eine Stelle als Kooperator.
1830 berief man Zingerle als Professor an das Benediktinergymnasium Meran; 1850 wurde er dessen Direktor. 1862 nahm er einen Ruf an die Universität von Rom an und wirkte dort drei Jahre lang als Prof. der arabischen und syrischen Sprache. Als solcher war er teilweise auch als Skriptor an der vatikanischen Bibliothek tätig.
Nach seiner Rückkehr wirkte Zingerle bis 1871 wieder am Gymnasium in Meran und übernahm anschließend als Prior die Leitung seines Heimatklosters. 1871 nahm die Akademie der Wissenschaften in Wien Zingerle als korrespondierendes Mitglied auf.
Pius Zingerle starb neun Wochen vor seinem 80. Geburtstag am 10. Jänner 1881 in der Abtei Marienberg.

## Werke (Auswahl)
als Übersetzer
- Ephraems ausgewählte Schriften. Innsbruck 1830–37 (6 Bde.).
- Harfenklänge vom Libanon. Innsbruck 1840. (Hymnen aus dem syrischen Ferialbrevier der Maroniten, gedruckt in Rom 1787)
- Festkränze aus Libanons Gärten. Villingen 1846 (Hymnen aus dem syrischen Brevier der Maroniten).
- Ueber sechssylbige Verse bei Ephraem dem Syrer. In: Zeitschrift der Deutschen Morgenländischen Gesellschaft, Band 2. 1848. S. 66–73 (Digitalisat).
- Ueber eine Syrische Uebersetzung des Pseudo-Kallisthenes. In: Zeitschrift der Deutschen Morgenländischen Gesellschaft, Band 8. 1854. S. 835–837 (Digitalisat).
- Beiträge zur Alexandersage: 1. Ueber eine syrische Uebersetzung des Pseudo-Kallisthenes. In: Zeitschrift der Deutschen Morgenländischen Gesellschaft, Band 9. 1855. S. 780–784 (Digitalisat).
- Marien-Rosen aus Damaskus. Gesänge zur Ehre der allerseligsten Jungfrau, aus dem Syrischen. Zweite, durch vollständige Übersetzung der Gebete des Hl. Ephräm an die allerseligste Jungfrau vermehrte Auflage. Innsbruck 1855. (Aus dem Ferial- und Festbrevier der Maroniten; Ephräm-Gebete aus dem Griechischen).

als Herausgeber
- Sechs Homilien des heiligen Jakob von Sarug. Bonn 1867.
- Chrestomathia syriaca. Rom 1871.
- Lexicon syriacum. Rom 1873.

als Autor
- Gedichte. Innsbruck 1843.
- Leben und Wirken des heiligen Simeon Stylites. Rauch, Innsbruck 1855.
- Ueber den Reim in syrischen Gedichten. In: Zeitschrift der Deutschen Morgenländischen Gesellschaft, Band 10. 1856. S. 110–126 (Digitalisat).
- Proben syrischer Poesie aus Jakob von Sarug. In: Zeitschrift der Deutschen Morgenländischen Gesellschaft, Band 12. 1858. S. 117–131 (Digitalisat).
- Proben syrischer Poesie aus Jakob von Sarug (Fortsetzung). In: Zeitschrift der Deutschen Morgenländischen Gesellschaft, Band 13. 1859. S. 44–58 (Digitalisat).
- Proben syrischer Poesie aus Jakob von Sarug (Fortsetzung). In: Zeitschrift der Deutschen Morgenländischen Gesellschaft, Band 14. 1860. S. 679–691 (Digitalisat).
- Über die morgenländischen Elemente in der deutschen Poesie. Bozen 1862.